# 오카게배 국제신예바둑대항전
오카게배 국제신예바둑대항전(일본어: おかげ杯)은 일본 주최 기전으로 대한민국, 중국, 일본, 타이완 간의 4개국 단체전으로 세계대회 우승 경력이 없는 30세 이하의 기사들이 출전한다. '오카게'는 일본어로 은혜를 고맙게 여긴다는 뜻으로, 중국에서는 감은(感恩)배라고 한다. 오카게가 대회명이 된 것은 이 대회가 오카게 거리에서 열리기 때문이다. 대회를 주최하는 하마다 총업이 오카게 요코쵸의 거리 전체를 사들여 관광 명소로 특화했다. 오카게배는 같은 이름으로 일본 국내 대회도 있어서 매년 5월에 열린다.

## 상금
- 단체전 우승 상금은 450만엔(한화 약 4200만원), 준우승 150만엔(약 1400만원), 3위 100만엔(약 930만원), 4위 75만엔(약 700만엔).
- 개인전 상금은 남자 1위 200만엔(1960만원), 2위 100만엔, 여자 1위 100만엔, 2위 60만엔.

## 대국 규정
- 단체전은 나라당 3명으로 팀을 이뤄 리그전으로 치른다. 그 중 1명을 반드시 여자 기사여야 한다. (1회 대회)
- 결승과 3·4위전은 주장전을 치러 최종 순위를 확정한다. (1회 대회)
- 여자개인전은 1위와 2위팀 여자 선수간의 단판 대결로 우승자를 결정한다. (1회 대회)
- 2회 대회부터 5인 단체 풀리그로 변경되었다. 그중 2명은 여자 기사여야 한다.
- 예선 3라운드까지로 팀 순위를 가린다. 예선 순위 1위와 2위팀이 결승으로, 3위와 4위팀이 3·4위전을 치러 최종순위를 가린다.
- 2회 대회부터 결승전과 3·4위 결정전도 5인 단체전으로 치러진다. 남자 기사는 남자끼리 여자 기사는 여자끼리 대국하도록 하며 오더는 매 대국마다 정한다.
- 3회 대회부터 대국은 동일 순번 간에 치러지며, 1회전 시작 전에 각 팀이 제출했던 선수 순번은 예선 리그에서는 바꿀 수 없지만, 최종 순위 결정전에서는 변경 가능하다.
- 단체전 개인 성적으로 개인부문 순위를 가린다.
- 팀 순위는 팀 승수-개인 승수-주장 승수-여자 기사 2명 승수를 순서대로 따진다.
- 제한 시간은 따로 없으며 1수 30초에 도중 1분의 생각 시간 10회를 사용할 수 있다.

## 대회 결과
| 년도 | 회차 | 우승     | 준우승   | 3위  | 4위  |
| ---- | ---- | -------- | -------- | ---- | ---- |
| 2014 | 1    | 대한민국 | 중국     | 대만 | 일본 |
| 2015 | 2    | 대한민국 | 일본     | 중국 | 대만 |
| 2016 | 3    | 중국     | 대한민국 | 대만 | 일본 |
| 2017 | 4    | 중국     | 대한민국 | 일본 | 대만 |
| 2018 | 5    | 대한민국 | 중국     | 일본 | 대만 |
| 2019 | 6    | 대한민국 | 중국     | 일본 | 대만 |

#### 예선 순위 결정전 결과 (2014)
(앞 선수가 주장)
| 순위 | 국가     | 선수 명단                                      | 전적    | 승수 |
| ---- | -------- | ---------------------------------------------- | ------- | ---- |
| 1위  | 중국     | 커제 4단 · 롄샤오 7단 · 차오유인 3단           | 3승     | 9승  |
| 2위  | 대한민국 | 나현 5단 · 김정현 5단 · 박지연 3단             | 2승 1패 | 5승  |
| 3위  | 일본     | 이치리키 료 7단 · 세토 다이키 7단 · 셰이민 6단 | 1승 2패 | 5승  |
| 4위  | 타이완   | 왕위안쥔 7단 · 천스위안 9단 · 쑤성팡 2단       | 3패     | 2승  |

#### 결승 (2014)
| 대한민국 | 전 | 적 | 중국 |
| -------- | -- | -- | ---- |
| 나현     | O  | X  | 커제 |

#### 예선 순위 결정전 결과 (2015)
| 순위 | 국가     | 선수 명단                                                                       | 전적    | 승수 |
| ---- | -------- | ------------------------------------------------------------------------------- | ------- | ---- |
| 1위  | 대한민국 | 윤준상 9단 · 안국현 5단 · 이지현 4단 · 최정 6단 · 오유진 2단                    | 3승     | 13승 |
| 2위  | 일본     | 이다 아쓰시 8단 · 이치리키 료 7단 · 위정치 7단 · 셰이민 6단 · 후지사와 리나 2단 | 1승 2패 | 7승  |
| 3위  | 중국     | 양딩신 3단 · 황원쑹 4단 · 판윈뤄 4단 · 왕천싱 5단 · 위즈잉 5단                  | 1승 2패 | 6승  |
| 4위  | 타이완   | 천스위안 9단 · 린리샹 6단 · 샤오정하오 9단 · 헤이자자 6단 · 위리쥔 초단         | 1승 2패 | 4승  |

#### 결승 (2015)
| 대한민국 | 전 | 적 | 중국          | 결과              |
| -------- | -- | -- | ------------- | ----------------- |
| 윤준상   | O  | X  | 이다 아쓰시   | 대한민국 5:0 일본 |
| 이지현   | O  | X  | 이치리키 료   | 대한민국 5:0 일본 |
| 안국현   | O  | X  | 위정치        | 대한민국 5:0 일본 |
| 최정     | O  | X  | 셰이민        | 대한민국 5:0 일본 |
| 오유진   | O  | X  | 후지사와 리나 | 대한민국 5:0 일본 |

#### 예선 순위 결정전 결과 (2016)
| 순위 | 국가     | 선수 명단                                                                             | 전적    | 승수 |
| ---- | -------- | ------------------------------------------------------------------------------------- | ------- | ---- |
| 1위  | 중국     | 황윈쑹 5단 · 판윈뤄 4단 · 퉁멍청 5단 · 위즈잉 5단 · 천이밍 2단                        | 3승     | 13승 |
| 2위  | 대한민국 | 이동훈8단 · 이지현 5단 · 박민규 5단 · 오유진 3단 · 김채영 2단                         | 2승 1패 | 10승 |
| 3위  | 일본     | 이다 아쓰시8단 · 이치리키 료 7단 · 안자이 노부아키 7단 · 셰이민 6단 · 오쿠다 아야 3단 | 1승 2패 | 4승  |
| 4위  | 타이완   | 샤오정하오 9단 · 린쥔옌 6단 · 양보웨이 5단 · 헤이자자 6단 · 쑤성팡 2단                | 3패     | 3승  |

#### 결승 (2016)
| 대한민국 | 전 | 적 | 중국   | 결과              |
| -------- | -- | -- | ------ | ----------------- |
| 이동훈   | X  | O  | 판윈뤄 | 대한민국 2:3 중국 |
| 이지현   | O  | X  | 퉁멍청 | 대한민국 2:3 중국 |
| 박민규   | X  | O  | 황윈쑹 | 대한민국 2:3 중국 |
| 오유진   | O  | X  | 위즈잉 | 대한민국 2:3 중국 |
| 김채영   | X  | O  | 천이밍 | 대한민국 2:3 중국 |

#### 예선 순위 결정전 결과 (2017)
| 순위 | 국가     | 선수 명단                                                                                 | 전적    | 승수 |
| ---- | -------- | ----------------------------------------------------------------------------------------- | ------- | ---- |
| 1위  | 대한민국 | 이영구 9단 · 한태희 6단 · 김명훈 5단 · 최정 7단 · 오유진 5단                              | 2승 1패 | 11승 |
| 2위  | 중국     | 판윈뤄 5단 · 리쉬안하오 5단 · 퉁멍청 5단 · 리허 5단 · 루자 2단                            | 2승 1패 | 10승 |
| 3위  | 일본     | 무라카와 다이스케 8단 · 리이시우 7단 · 데라야마 레이 5단 · 후지사와 리나 3단 · 셰이민 6단 | 2승 1패 | 6승  |
| 4위  | 타이완   | 샤오정하오 9단 · 왕위안쥔 8단 · 쉬하오훙 4단 · 쑤성팡 2단 · 위리쥔 2단                    | 3패     | 3승  |

#### 결승 (2017)
| 대한민국 | 전 | 적 | 중국       | 결과              |
| -------- | -- | -- | ---------- | ----------------- |
| 이영구   | X  | O  | 퉁멍청     | 대한민국 1:4 중국 |
| 한태희   | X  | O  | 리쉬안하오 | 대한민국 1:4 중국 |
| 김명훈   | X  | O  | 판윈뤄     | 대한민국 1:4 중국 |
| 최정     | X  | O  | 리허       | 대한민국 1:4 중국 |
| 오유진   | O  | X  | 루자       | 대한민국 1:4 중국 |

#### 예선 순위 결정전 결과 (2018)
| 순위 | 국가     | 선수 명단                                                                   | 전적    | 승수 |
| ---- | -------- | --------------------------------------------------------------------------- | ------- | ---- |
| 1위  | 중국     | 판윈뤄 6단 · 리쉬안하오 7단 · 타오신란 7단 · 위즈잉 6단 · 루민취안 4단      | 3승     | 11승 |
| 2위  | 대한민국 | 신진서 9단 · 이지현 9단 · 김명훈 6단 · 최정 9단 · 오유진 6단                | 2승 1패 | 11승 |
| 3위  | 일본     | 쉬자위안 8단 · 이치리키 료 8단 · 위정치7단 · 후지사와 리나 4단 · 셰이민 6단 | 1승 2패 | 5승  |
| 4위  | 타이완   | 왕위안쥔 8단 · 린쥔옌 7단 · 린스쉰 6단 · 양쯔쉔 2단 · 쑤성팡 3단            | 3패     | 3승  |

#### 결승 (2018)
| 대한민국 | 전 | 적 | 중국       | 결과              |
| -------- | -- | -- | ---------- | ----------------- |
| 신진서   | O  | X  | 판윈뤄     | 대한민국 4:1 중국 |
| 김명훈   | X  | O  | 리쉬안하오 | 대한민국 4:1 중국 |
| 이지현   | O  | X  | 타오신란   | 대한민국 4:1 중국 |
| 최정     | O  | X  | 위즈잉     | 대한민국 4:1 중국 |
| 오유진   | O  | X  | 루민취안   | 대한민국 4:1 중국 |

#### 예선 순위 결정전 결과 (2019)
| 순위 | 국가     | 선수 명단                                                                                          | 전적    | 승수 |
| ---- | -------- | -------------------------------------------------------------------------------------------------- | ------- | ---- |
| 1위  | 중국     | 판윈뤄 8단 · 랴오위안허 8단 · 쉬자양 8단 · 위즈잉 6단 · 저우훙위 5단                               | 3승     | 11승 |
| 2위  | 대한민국 | 신민준 9단 · 변상일 9단 · 이지현 9단 · 최정 9단 · 오유진 6단                                       | 2승 1패 | 8승  |
| 3위  | 일본     | 시바노 토라마루 9단 · 이치리키 료 8단 · 아다치 토시마사6단 · 후지사와 리나 4단 · 우에노 아사미 3단 | 1승 2패 | 7승  |
| 4위  | 타이완   | 왕위안쥔 9단 · 린쥔옌 8단 · 쉬하오훙 6단 · 양쯔쉔 3단 · 위리쥔 2단                                 | 3패     | 4승  |

#### 결승 (2019)
| 대한민국 | 전 | 적 | 중국       | 결과              |
| -------- | -- | -- | ---------- | ----------------- |
| 신민준   | O  | X  | 판윈뤄     | 대한민국 3:2 중국 |
| 변상일   | X  | O  | 랴오위안허 | 대한민국 3:2 중국 |
| 이지현   | X  | O  | 쉬자양     | 대한민국 3:2 중국 |
| 최정     | O  | X  | 위즈잉     | 대한민국 3:2 중국 |
| 오유진   | O  | X  | 저우훙위   | 대한민국 3:2 중국 |

## 같이 보기
- 오카게배 바둑토너먼트